# Haus Tambaran
Haus Tambaran ist ein Tok-Pisin-Ausdruck, der eine Art traditionelles Ahnenkulthaus in der Ost-Sepik-Region von Papua-Neuguinea beschreibt. Die bekanntesten Tambaran-Formen stammen aus dem Maprik-Gebiet mit einer hohen und kunstvoll verzierten vorderen Eingangswand, von wo der Firstbalken zur Rückseite des Gebäudes hin abfällt, das Dach diesem Gefälle folgt und oft bis zum Boden reicht. Das Volk des Sepikgebietes ist für seine hervorragenden künstlerischen Fähigkeiten im Malen und Schnitzen bekannt, die besonders in diesen religiösen Bauwerken zur Anwendung kommen.
Der Haupteingang des modernen Nationalparlamentsgebäudes (das manchmal informell als Haus Tambaran bezeichnet wird) in Port Moresby ist der traditionellen Haus-Tambaran-Architektur nachempfunden. Es kann auf Google Earth unter Breitengrad: 9°25'41.69"S, Längengrad: 147°11'33.45"E angesehen werden und ist auf der 50-Kina-Note von Papua-Neuguinea abgebildet. Auch das Hochkommissariat von Papua-Neuguinea in Canberra, Australien, ist vom Haus Tambaran beeinflusst.

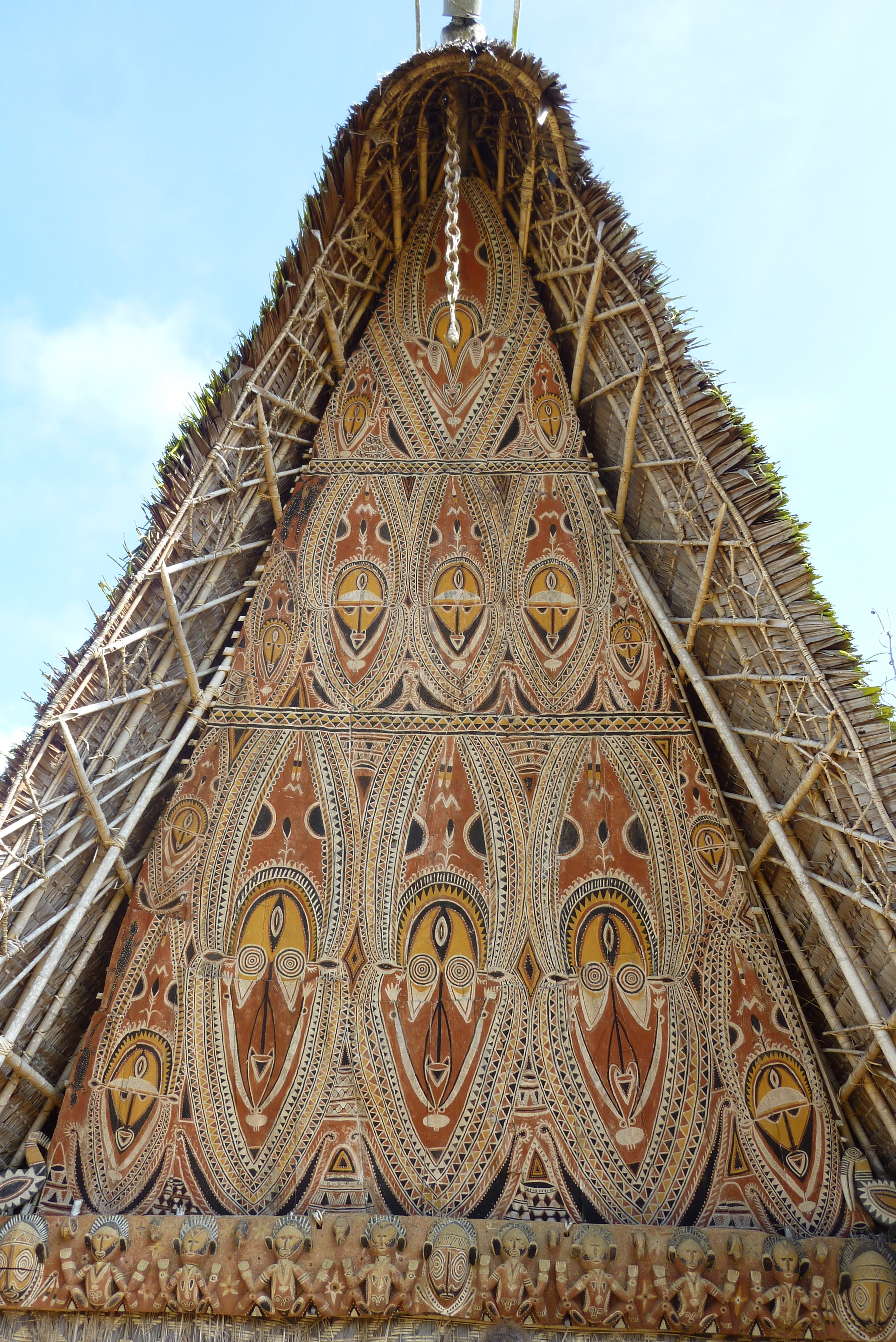
Haus Tambaran, Apangai, Giebel, 2012

## Die Tambaran-Kultur
In der von Männern dominierte Tambaran- (oder Tambaram-) Kultur wird das Haus Tambaran als Versammlungshaus und Ort für Initiationsrituale genutzt. Es wird auch in der Götterverehrung des Yamswurzelkults verwendet, da die Yamswurzel das Grundnahrungsmittel des Sepik-Volkes ist. Die Frauen fungieren in erster Linie als Vorbereiterinnen von Festen, sie sind von den Ritualen ausgeschlossen und Zuschauerinnen.
Die Figur eines Riesengeistes, beseelt durch Geräusche, die aus dem Haus Tambaran zu hören sind, wird bei den Abelam- und Süd-Arapesh-Völkern Nggwal oder Ngwalndu genannt. Nggwal ist die wichtigste Ahnengottheit.
Aber auch andere Figuren werden häufig durch große, flache bemalte Gesichter dargestellt. Solche Darstellungen von Ahnengeistern können auch als stilisierte Frauenkörper gesehen werden. Das Malen ist für das Sepik-Volk eine heilige Tätigkeit und die Malereien werden sehr ernst genommen.

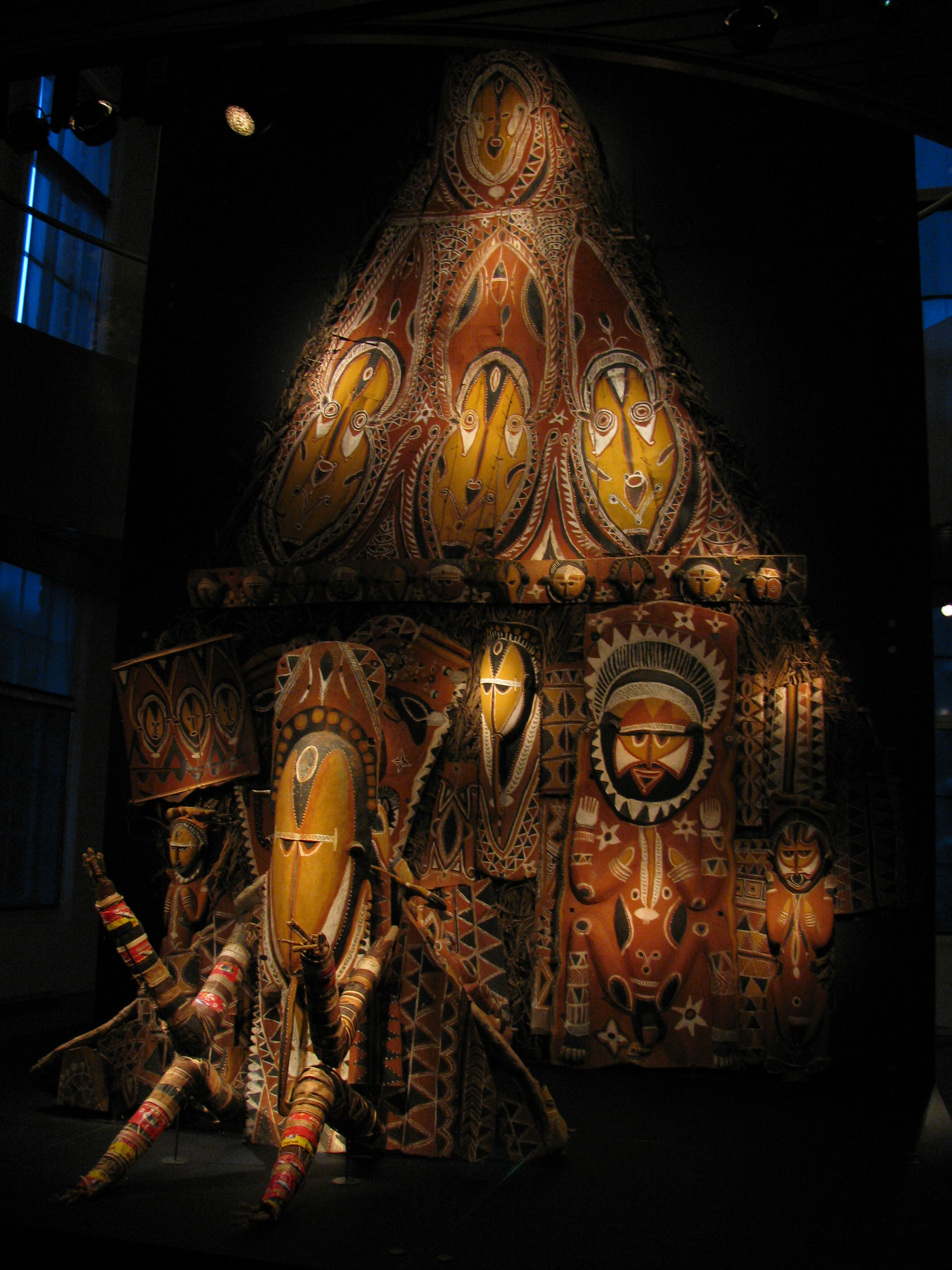
Haus Tambaran, Apangai, Maprik Region, 1984, jetzt im Museum für Völkerkunde, Leiden, Niederlande
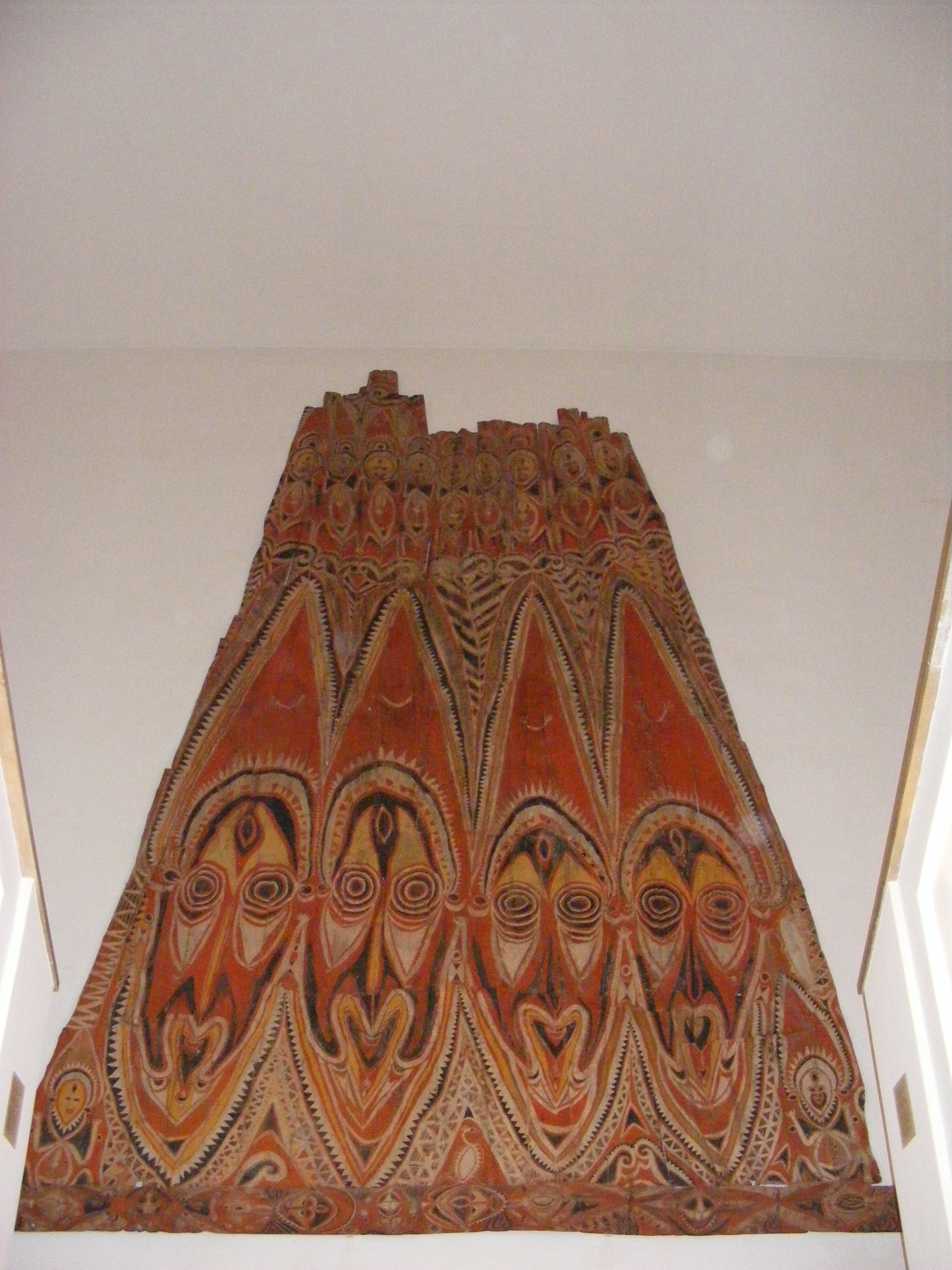
Giebelwand eines Haus Tambaran der Abelam in Kinbangwa, Nord-Guinea, Exponat im Museum Fünf Kontinente, München, erworben 1975
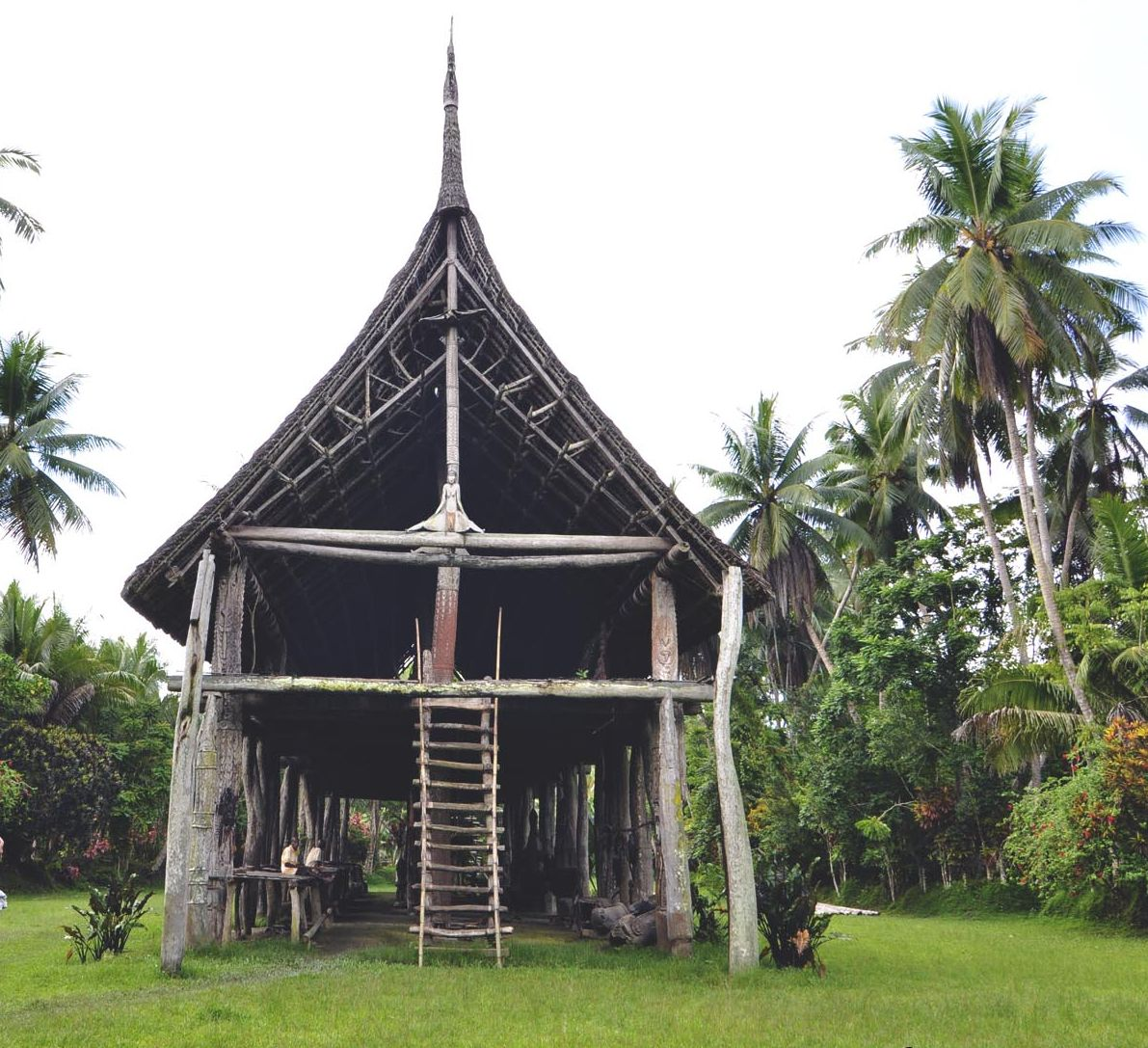
Haus Tambaran, Sepik, 2010
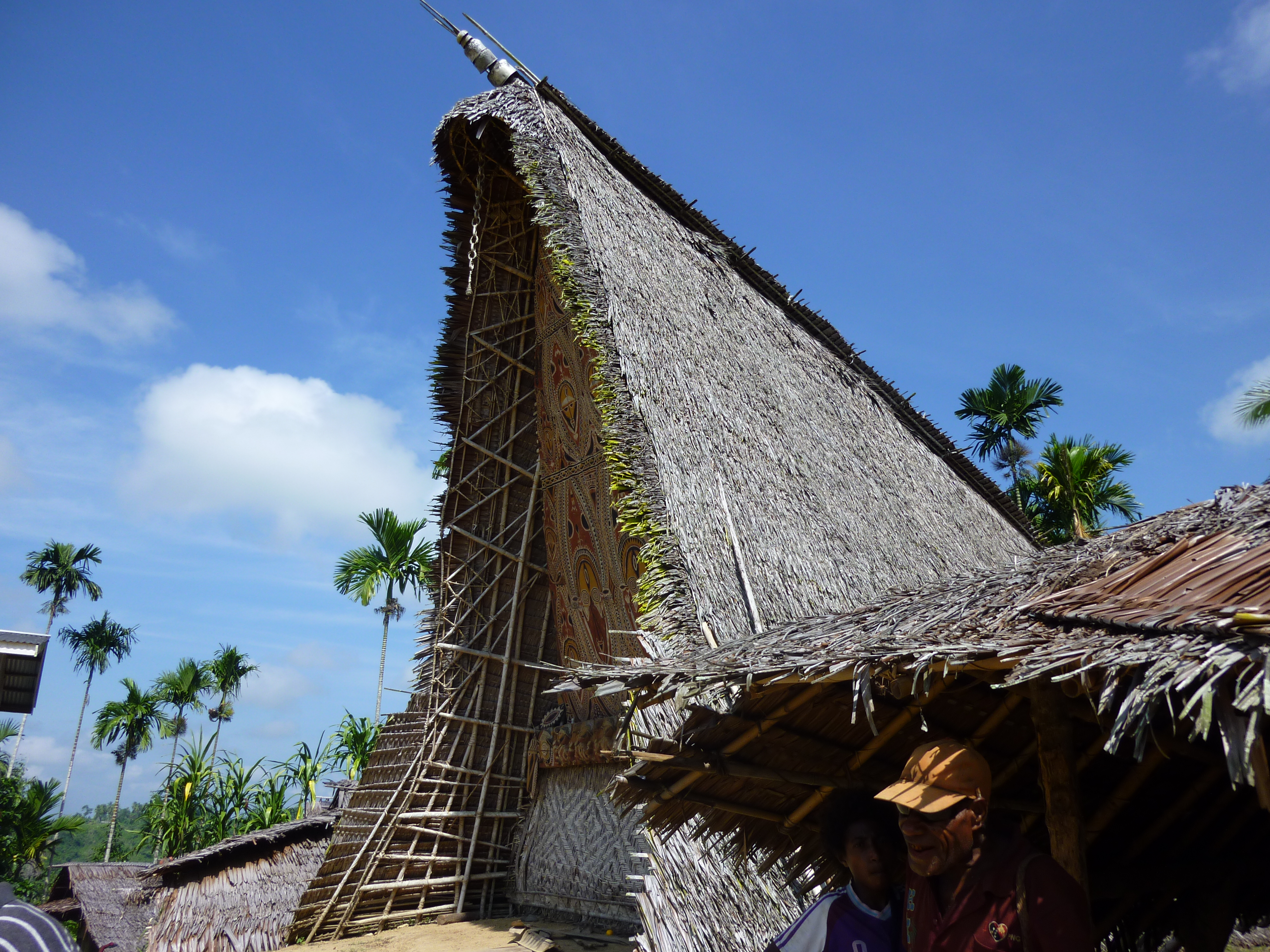
Haus Tambaran, Apangai, 2012
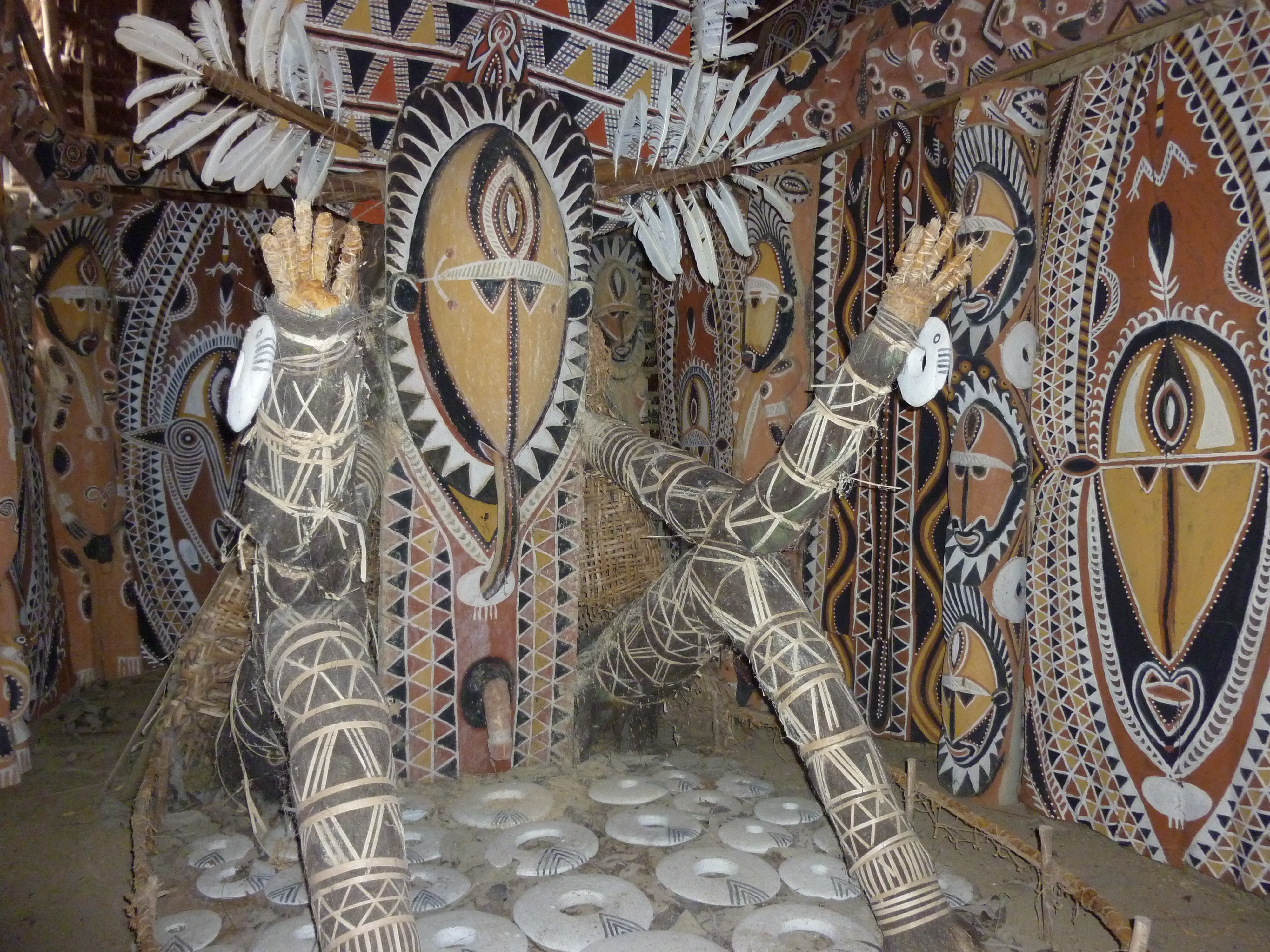
Haus Tambaran Apangai, Innenraum mit Nggwal-Figur, 2012
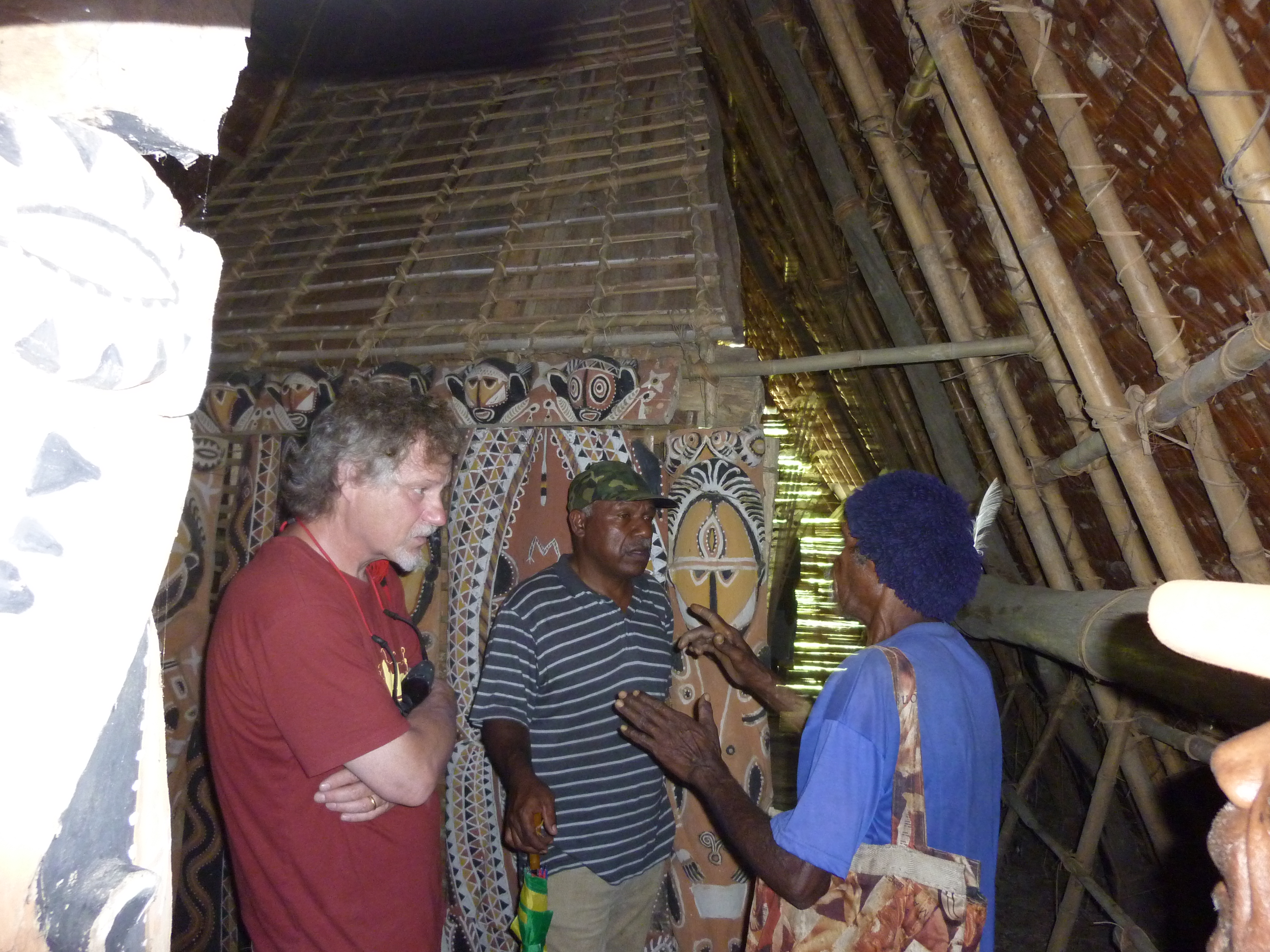
Ingo Kühl, Tomulopa Deko und indigene Männer (von links nach rechts) im Haus Tambaran in Apangai, 2012
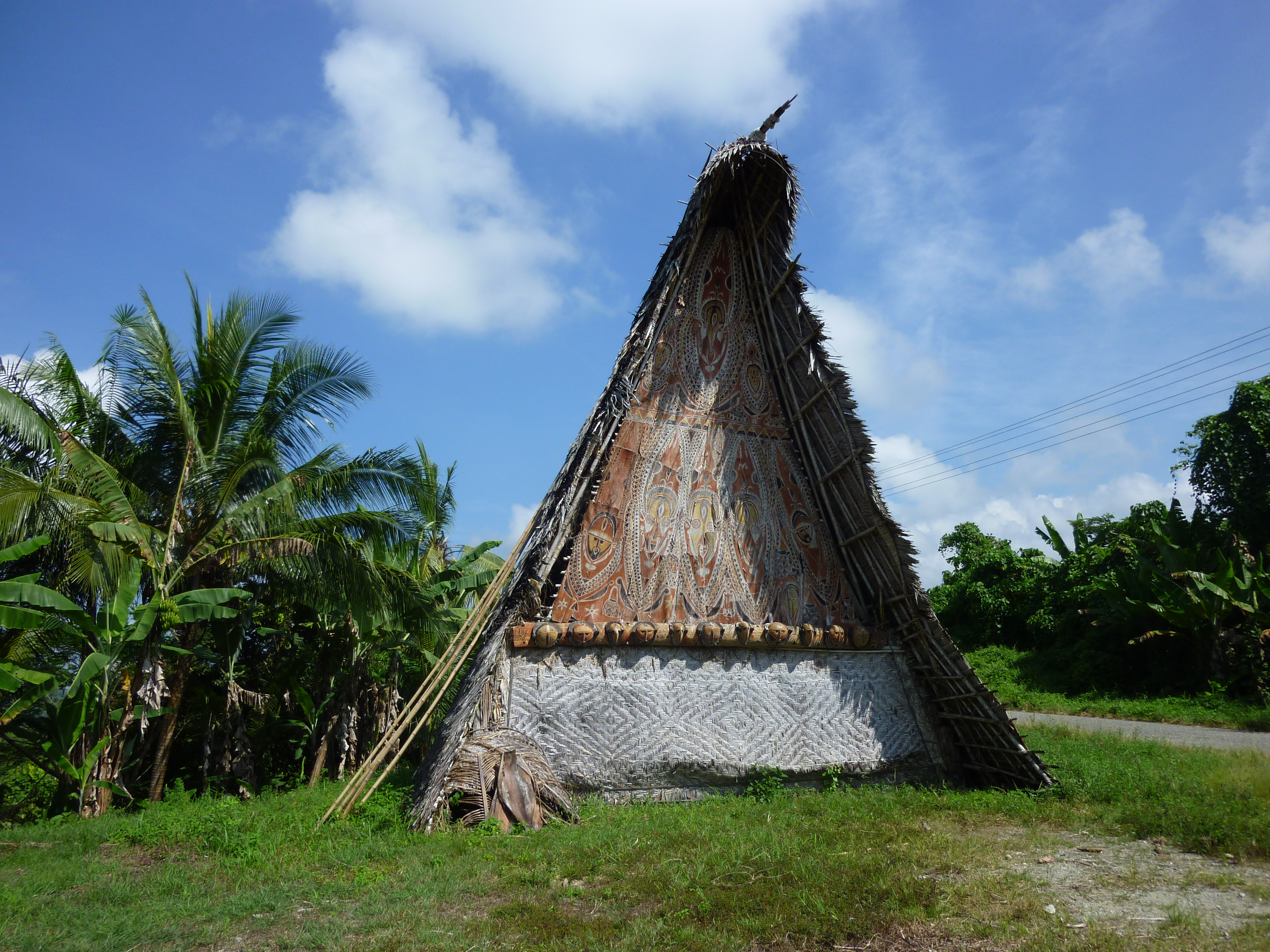
Haus Tambaran – nahe Apangai, 2012
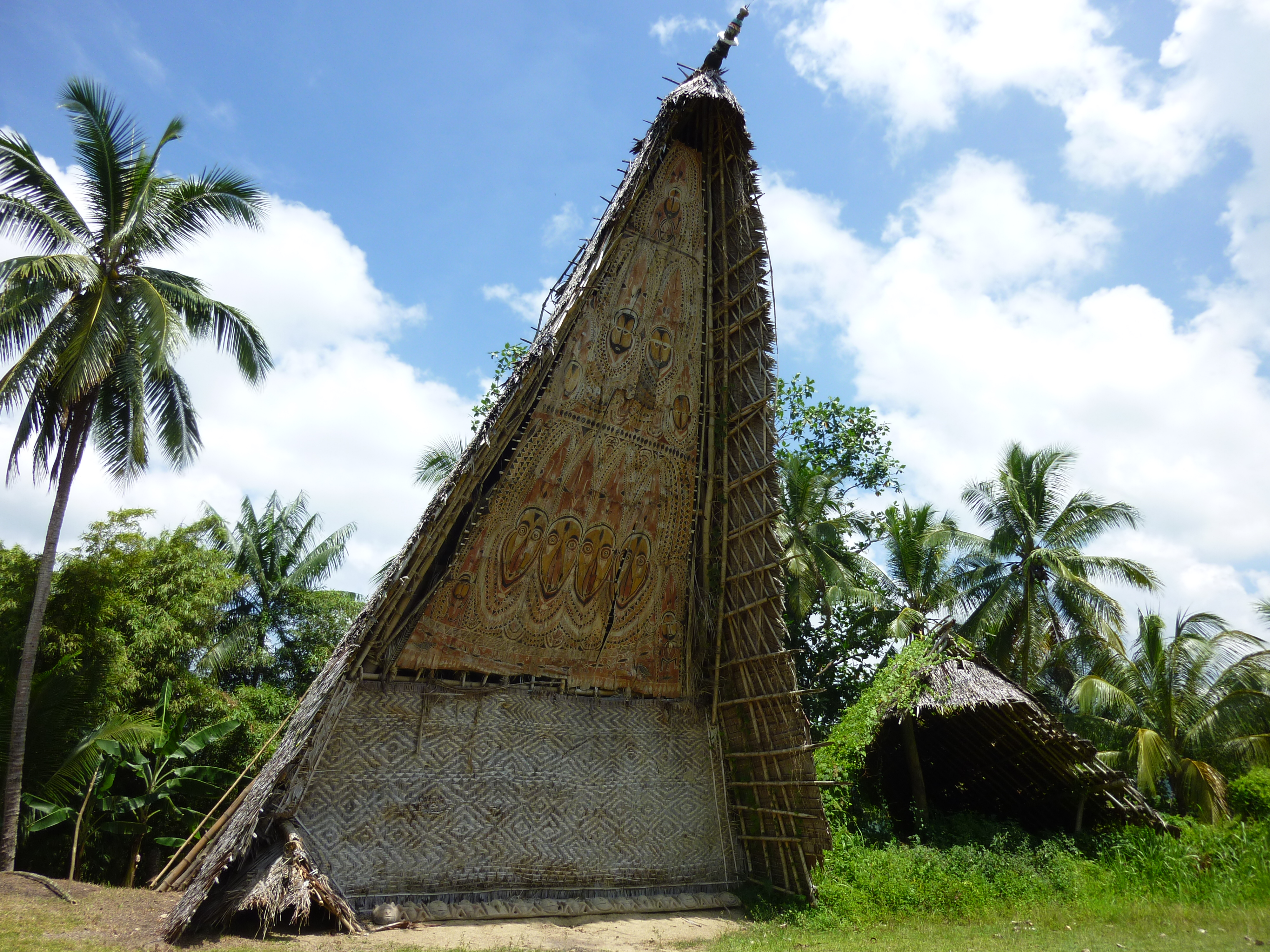
Haus Tambaran - Maprik Region, 2012
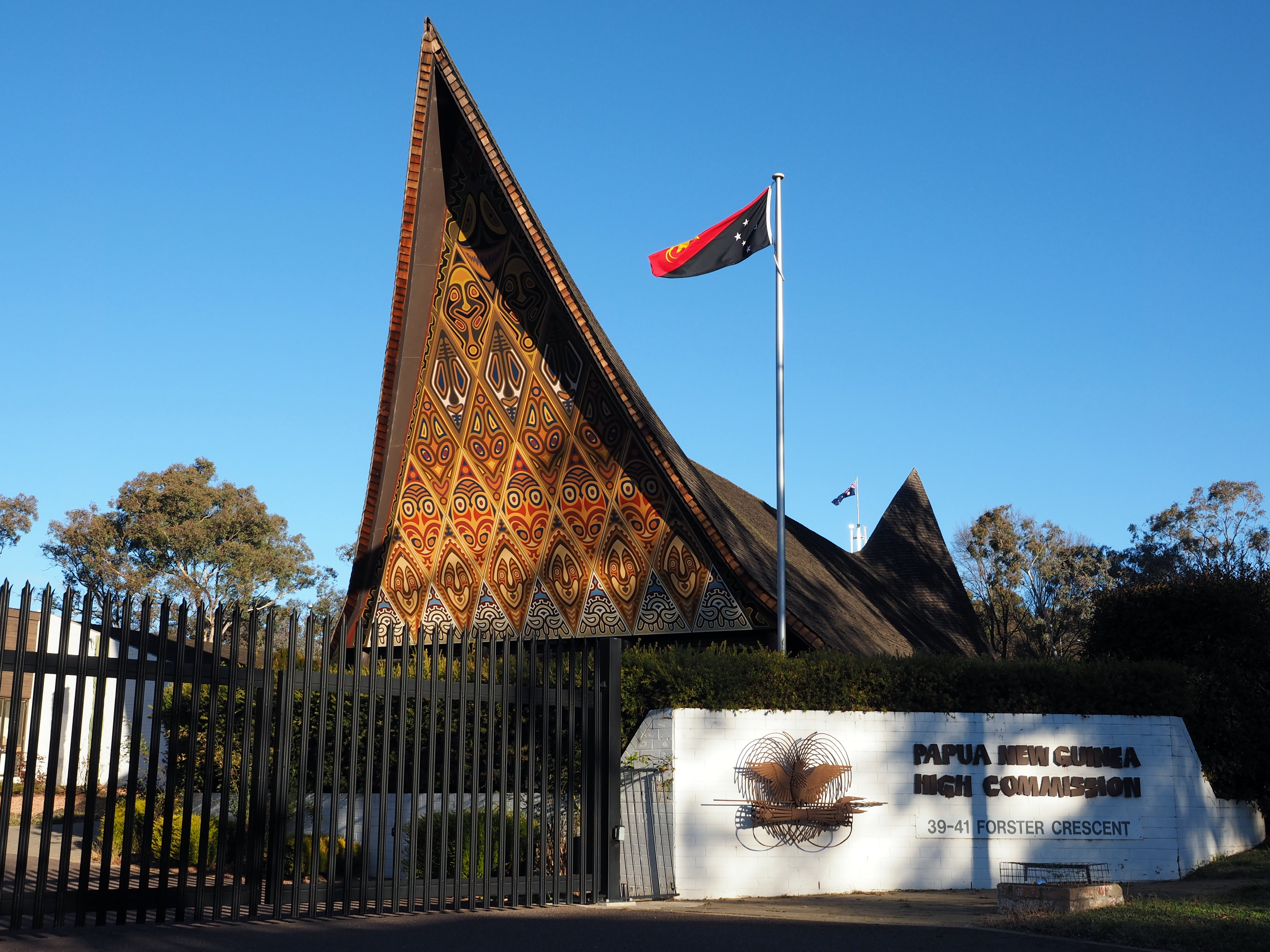
Hochkommissariat von Papua New Guinea in Canberra, 2016